# Pyxide (fruit)
Pour les articles homonymes, voir Pyxide.

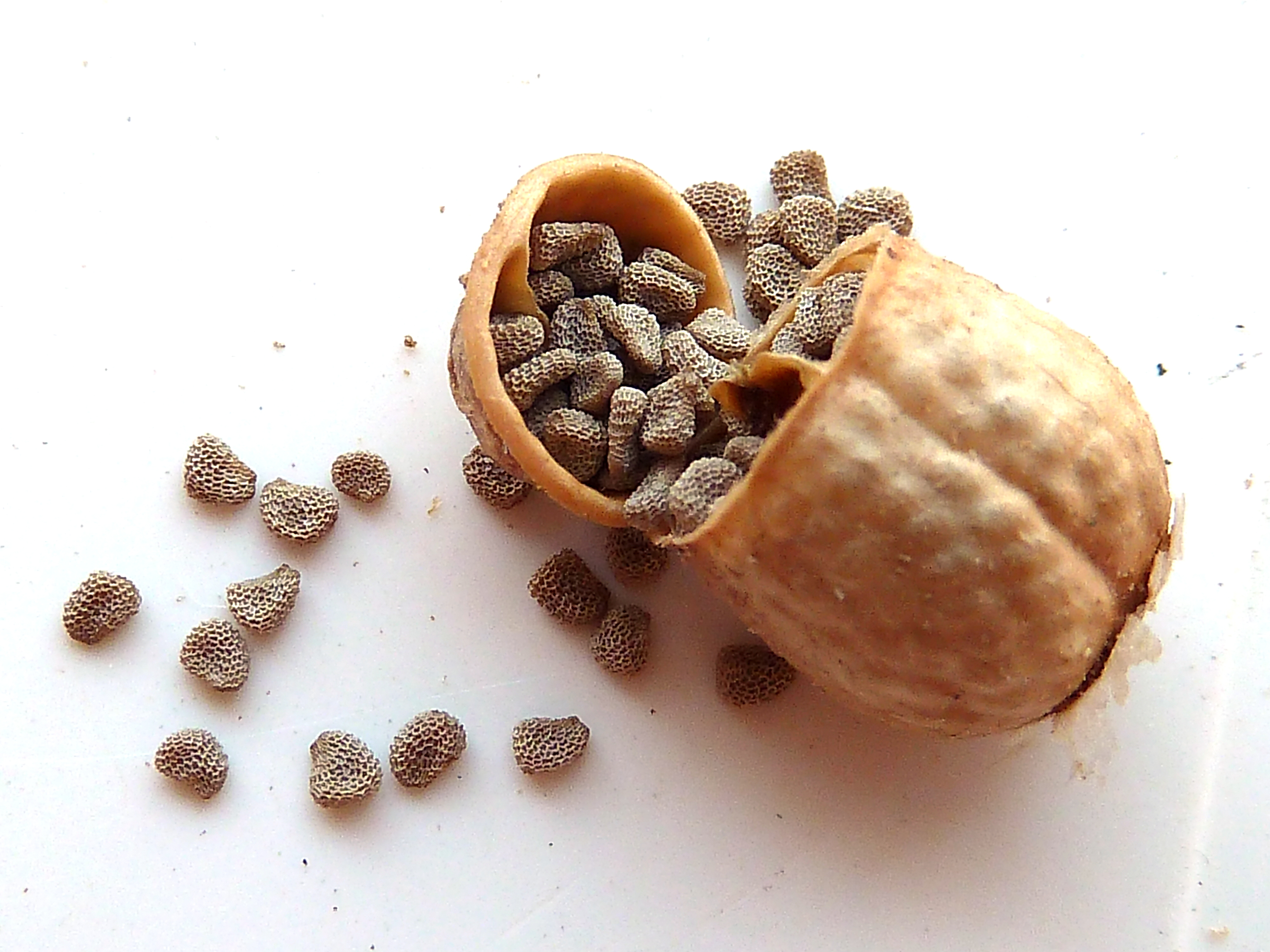
Pyxide et graines de la jusquiame blanche (Hyoscyamus albus L.).

En botanique, une pyxide est un fruit sec déhiscent. C'est un type de capsule qui s'ouvre par déhiscence transversale ou circulaire, le sommet de la capsule se détachant comme un couvercle (opercule), libérant les graines contenues dans le récipient basal (urne), qui peut comporter une ou plusieurs cavités.
Exemples de plantes à pyxides : les plantains (genre Plantago), les jusquiames (genre Hyoscyamus), les mourons (genre Anagallis)…